# Libero (journal)
Pour les articles homonymes, voir Libero.
 Libero  (libre) est un quotidien italien, de sensibilité libérale, publié à Milan.

## Description
Il est diffusé à 118,228 exemplaires en moyenne (juin. 2009). Son fondateur est Vittorio Feltri et le directeur actuel, depuis le 13 août 2009, est Maurizio Belpietro (en) (it).